# Daniel Lawton

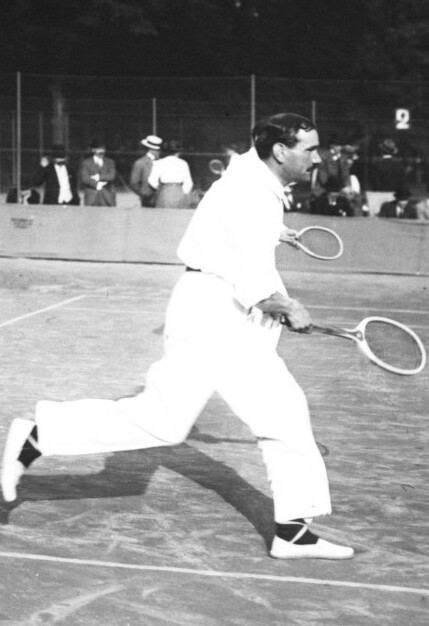
Daniel Lawton (1913)

Daniel Édouard Lawton (* 27. November 1881 in Cantenac; † 27. März 1979 in Bordeaux) war ein französischer Tennisspieler.

## Leben
Lawton meldete 1912 für den Tenniswettbewerb der Olympischen Sommerspiele in Stockholm, nahm dort letztlich aber an keinem Wettbewerb teil. Acht Jahre später spielte er schließlich bei den Spielen in Antwerpen. Hier trat er nur im Doppel an der Seite von Jean Samazeuilh an, mit dem er das erste Match gegen die belgische Paarung aus Eugène Grisar und Maurice van den Bemden gewann. Anschließend verloren sie gegen Cecil Blackbeard und George Dodd aus Südafrika.
Lawton spielte zwischen 1902 und 1913 bei den Französischen Tennismeisterschaften, dem Vorgänger der French Open, und konnte dort in den Jahren 1908, 1909 und 1913 das Halbfinale sowie 1902 das Viertelfinale erreichen. 1908 stand Lawton im Finale des Turniers von Bordeaux, wo er Anthony Wilding unterlag. Aus dem Jahr 1920 ist seine letzte Turnierteilnahme überliefert. Über sein späteres Leben ist nichts bekannt.